# Biernerivier
Biernerivier (Biernejåkka/johka) is een rivier die stroomt in de Zweedse  gemeente Kiruna.  De rivier verzorgt de afwatering van het Divgameer. In tegenstelling tot de Snánnavieddjira stroomt ze noordwaarts. Haar naamgever, de berg Bierne ligt ten oosten van het meer en de rivier. De Biernerivier levert haar water af aan de Sarvárivier. Ze is circa 4 kilometer.
Afwatering: Biernerivier → Sarvárivier → (Nakermeer) → Nakerrivier → Torneträsk → Torne → Botnische Golf